# The English Historical Review
The English Historical Review – czasopismo naukowe wydawane przez Oxford University Press. Wydawany od 1886, jest najstarszym naukowym czasopismem historycznym w języku angielskim.